# Changmiania
Changmiania – рід базальних орнітоподів, що існував у ранньому крейдовому періоді. Два майже повні скелети знайдені на території провінції Ляонін, КНР. 1,1 м завдовжки.
Описано один вид – Changmiania liaoningensis.